# 分離實體
分離實體（拉丁語：Corpus separatum）是1947年聯合國巴勒斯坦分治計劃中提出設立的耶路撒冷政治实体。因為耶路撒冷对於亞伯拉罕諸教来说都非常重要，故该計劃將耶路撒冷賦予特殊地位，置於特殊管制之下，而非由巴以兩國統治。
按此計劃，這一獨立個體將包括耶路撒冷市區，及週圍的各村鎮，東至阿布迪斯，南至伯利恆，西至艾因卡里姆（包括莫扎建造區），北至舒法特。這區域會「在特殊國際政權之下，由聯合國管理之」。1948年聯合國大會194號決議成立和解委員會，並重提對耶路撒冷的決議。1949年聯合國大會303號決議重申耶路撒冷須由永久國際政權管治的決定。
此一提議未有實行。1948至1949年爆發第一次中東戰爭，阿拉伯國家進攻新成立的以色列。其後阿以簽署停戰協定，西耶路撒冷歸以色列，東耶路撒冷和西岸地區歸外約旦。1967年的六日戰爭，以色列占领東耶路撒冷和西岸地區，耶路撒冷再度完全由以色列实际控制。

## 後續發展
以色列國會於1980年通過一項「耶路撒冷法」，宣稱聯合的耶路撒冷為以色列首都。聯合國安理會478號決議對以色列的立法「最嚴厲地指責」，並指出以色列的行為違反國際法。至今已有國家將大使館設在耶路撒冷，而玻利維亞和巴拉圭把大使館設在耶路撒冷以西10公里的市郊。
美國國會在1995年通過一項建議性質的耶路撒冷大使館法案，稱「耶路撒冷應獲承認為以色列的首都，美國駐以色列大使館應在不遲於1999年5月31日設於耶路撒冷。」然而因美國國會不掌管外交政策，但美國大使館已经从特拉維夫遷至耶路撒冷，現在美國政府正式文件上也將耶路撒冷稱為以色列首都。在美國大使館遷往耶路撒冷前，美國駐耶路撒冷總領事館在實質上具有大使館地位，可獨立行使職權，在美國代表機構中與駐港總領事館為唯二的罕見案例。
歐洲聯盟繼續支持依照聯合國1947年的巴勒斯坦分治方案使耶路撒冷國際化，並堅持耶路撒冷是獨立個體的立場。
聖座表示過支持獨立個體方案。教宗庇護十二世在1949年發表通諭《我們的救贖者被釘》，呼籲給予耶路撒冷及周邊地區國際地位，以保護神聖古蹟。這項主張在教宗若望二十三世、保祿六世、若望保祿二世、本篤十六世在任時也重提過。

## 外部連結
- 聯合國巴勒斯坦問題網頁：耶路撒冷的地位——分治計劃之下耶路撒冷的國際制度 （页面存档备份，存于）